# ハリー・G・ジョンソン
ハリー・G・ジョンソン（Harry G. Johnson、Harry Gordon Johnson、1923年5月26日 - 1977年5月9日）は、カナダ生まれの経済学者。アメリカのシカゴ大学を中心に活動したほか、イギリスやスイスでも活躍した。専門は国際経済学、貨幣経済学であった。

## 略歴
- 1923年 カナダのトロントで生まれる。
- 1943年 トロント大学を卒業（20歳）。
- ノヴァスコシアにある聖フランシスコ・ザビエル大学の経済学教授代理として教える。
- 1943年 ケンブリッジ大学でBAをもう一つ取得。
- 1943年 トロント大学の専任講師となる。
- 1947年 トロント大学でMAを取得。
- 1948年 ハーバード大学でMAを取得。
- 1948年 ケンブリッジ大学のキングズ・カレッジの研究員となる。
- 1956年 経済学教授としてマンチェスター大学に移る。
- 1958年 ハーバード大学から博士号を得る。
- 1959年 経済学教授としてシカゴ大学に移る。
- 1966年 - 1974年 LSEの交換教授となる。
- 1976年 アメリカ経済学会の副会長となる。
- 1976年 - 1977年 スイスのジュネーヴにある国際研究大学院の交換教授を兼務。
- 1977年 ジュネーヴにて脳卒中で倒れ他界。

## 人物・研究
- 27年という比較的短い経歴の間に、500本以上の学術論文、150編の書評、35冊の書物、さらには何百篇もの新聞論説を書いた。
- 国際経済学が専門といえるが、貨幣的経済学もまた多くの研究を成し遂げている。『外国貿易と経済成長』（1958年）、『貨幣・貿易・経済成長』（1962年）、『関税の理論』（1971年）、『貨幣的経済学』（1967年）、『貨幣的経済学再論』（1972年）、『インフレーションとマネタリスト論争』（1972年）、『マクロ経済学と貨幣理論』（1972年）、『所得分配の理論』（1973年）などがそれである。
- 彼はまた、『低開発国の経済政策』（1967年）という輝かしい書物を著している。
- J・A・フレンケルと共同で編集した論文集『貿易収支への貨幣的アプローチ』（1978年）と『為替相場の経済学』（1978年）を出版した。
- また、人的資本理論、最低賃金法制定、所得政策等々、広範囲に及ぶ諸問題を取り上げた。
- 評論としては、『カナダの困惑』（1973年）、『経済学と社会』（1975年）、妻のエリザベス・ジョンソンとの共著『ケインズの影』（1978年）などがある。
- 彼は「ケインズ革命とマネタリストの反革命」（『アメリカン・エコノミック・レビュー』1971年5月号）の中で、マネタリズムの自惚れた様子をあざ笑い、マネタリズムの衰退は目前に迫っていると予言したが、国際経済に関連した分野においては「貨幣は重要である」（money matters）という見解を主唱した。[1]

## 主要著作

### 日本語訳
- 『貨幣・貿易・経済成長』、村上敦訳、ダイヤモンド社、1964年
- 『戦後世界経済の分析――岐路に立つ国際経済組織体系』、佐瀬隆夫訳、ぺりかん社、1967年
- 『国際貿易と経済成長』、柴田裕訳、弘文社、1970年
- 『南北問題の経済学』、大畑弥七訳、ダイヤモンド社、1972年
- （D．R．クルームと共著）『金融理論と金融政策――ラドクリフ報告以降』、法政大学出版局、1974年
- 『ケインズ・マネタリスト論争――インフレーションの経済学』、鬼塚雄丞・氏家純一共訳、東洋経済新報社、1980年
- （エリザベス・S・ジョンソンと共著）『ケインズの影――ケンブリッジの世界と経済学』、中内恒夫訳、日本経済新聞出版社、1982年

### 原書
- "Optimum Tariffs and Retaliation", 1954, RES. JSTOR
- International Trade and Economic Growth: Studies in pure theory, 1958.
- "The Cost of Protection and the Scientific Tariff", 1960, JPE. JSTOR
- "Monetary Theory and Policy", 1962, AER.
- Economic Policies Towards Less-Developed Countriess, 1967.
- Essays in Monetary Economics, 1967.
- "Inside Money, Outside Money, Income, Wealth and Welfare in Monetary Theory", 1969, JMCB.
- "The Effects of Unionization on the Distribution of Income: A General Equilibrium Approach", with Peter M. Mieszkowski, 1970, QJE. JSTOR
- Aspects of the Theory of Tariffs, 1971.
- "The Keynesian Revolution and the Monetarist Counter-Revolution", 1971, AER.
- "The Monetary Approach to Balance-of-Payments Theory", 1972, Journal of Financial Quantitative Analysis.
- Further Essays on Monetary Economics, 1973.
- On Economics and Society, 1975.